# SM-liiga
L'SM-liiga (Suomen Mestaruus Liiga) és la lliga professional d'hoquei sobre gel a Finlàndia, i una de les més importants del continent europeu.
En aquest moment la disputen 14 equips de diferents ciutats de Finlàndia. A partir de l'any 2000 cap equip pot ascendir o baixar de categoria, tancant així la lliga, en busca del professionalisme absolut de les societats esportives que ja la conformaven. Per tant, el campió de la segona màxima competició, ha de superar uns stàndars aplicats per la direcció de la lliga.

## Equips
L'SM-liiga agrupa aquests 14 equips:
| Club             | Ciutat       |
| ---------------- | ------------ |
| Blues            | Espoo        |
| HPK              | Hämeenlinna  |
| Jokerit Hèlsinki | Hèlsinki     |
| KalPa            | Kuopio       |
| Lukko Rauma      | Rauma        |
| SaiPa            | Lappeenranta |
| TPS Turku        | Turku        |
| HIFK             | Hèlsinki     |
| Ilves Tampere    | Tampere      |
| JYP              | Jyväskylä    |
| Kärpät Oulu      | Oulu         |
| Pelicans         | Lahti        |
| Tappara          | Tampere      |
| Ässät            | Pori         |

## Drets d'emissió
Des de la temporada 2007-08, els drets d'emissió de la lliga pertanyen al canal privat en obert Nelonen. Canal+ Finlàndia també n'ofereix alguns en la modalitat de PPV.